# Chat Noir
Chat Noir er et norsk revyteater, der blev grundlagt af Bokken Lasson i Oslo (dengang Christiania) i 1912. 
Chat Noir blev et kulturelt mødested, med kunstnere som Christian og Oda Krohg som ledende skikkelser. Deres søn Per Krohg malede de første dekorationer. Til at begynde med var Chat Noir en litterær kabaret.
59°54′48.98″N 10°43′55.83″Ø / 59.9136056°N 10.7321750°Ø